# Tauern-alagút (közúti)
A Tauern közúti alagút Salzburg osztrák szövetségi államban helyezkedik el, Ausztriában, az A10-es autópályán, amely észak-dél irányban szeli át Ausztriát és kapcsolatot biztosít Németország, Olaszország és Szlovénia között. Ez az alagút az egyik legforgalmasabb Ausztriában.
A Tauern-alagút az Alacsony-Tauern alatt húzódik. 1975-ben adták át a forgalomnak 6401 méter teljes hosszával. 2006 júliusában építeni kezdték a párhuzamos alagutat, melyet 2010. április 30-án fejeztek be. A második alagút elkészültét követően az 1975-ben élpült alagutat felújították, majd a teljesen kész osztott pályás autópálya átadására 2011. június 30. napján került sor. Az alagút északi bejárata Flachaunál, a déli bejárata pedig Zederhausnál van. 2004-ben az átlagos napi forgalom 17.000 jármű volt, amelynek egynegyedét kamionok és teherautók tették ki (4353). 2013-ra az átlagos forgalom mértéke elérte a 18.000 járművet naponta.
Az alagút nem összekeverendő a Tauern vasúti alagúttal, mely Bad Gastein és Mallnitz között található.

## Tűz az alagútban
1999. május 29-én reggel 5 órakor egy teherautó okozta sorozatos összeütközések nyomán tűz ütött ki az alagútban. 12 ember vesztette életét, 50 ember pedig súlyosan megsérült. A baleset súlyosan megrongálta az alagutat, a helyreállítási munkálatok 3 hónapon át tartottak. Ez idő alatt az átkelőhely le volt zárva. A forgalom 1999. augusztus 28-án indult meg újra.

## Fordítás
- Ez a szócikk részben vagy egészben az Tauerntunnel (Autobahn) című német Wikipédia-szócikk fordításán alapul.  Az eredeti cikk szerkesztőit annak laptörténete sorolja fel. Ez a jelzés csupán a megfogalmazás eredetét és a szerzői jogokat jelzi, nem szolgál a cikkben szereplő információk forrásmegjelöléseként.